# Alexsandro Melo
Alexsandro do Nascimento de Melo (* 26. September 1995 in Londrina) ist ein brasilianischer Leichtathlet, der im Weit- und Dreisprung an den Start geht.

## Sportliche Laufbahn
Erste internationale Erfahrungen sammelte Alexsandro Melo bei den Juniorensüdamerikameisterschaften 2013 in Resistencia, bei denen er im Dreisprung mit einer windunterstützten Weite von 16,24 m die Goldmedaille gewann. 2015 nahm er im Weitsprung erstmals an den Panamerikanischen Spielen in Toronto teil, schied dort aber mit 7,51 m in der Qualifikation aus. Zudem qualifizierte er sich für die Weltmeisterschaften in Peking und brachte dort in der Vorrunde keinen gültigen Versuch zustande. 2018 gewann er bei den Südamerikaspielen in Cochabamba mit einer Weite von 8,09 m die Bronzemedaille im Weitsprung hinter dem Uruguayer Emiliano Lasa und seinem Landsmann Paulo Sérgio Oliveira. Anschließend belegte er bei den Ibero-Amerikanischen Meisterschaften in Trujillo mit 7,75 m den fünften Platz im Weitsprung und gewann im Dreisprung mit 15,94 m die Bronzemedaille hinter dem Kubaner Cristian Nápoles und Pablo Torrijos aus Spanien. Im Jahr darauf nahm er an der Sommer-Universiade in Neapel teil und gewann dort mit 16,57 m die Bronzemedaille im Dreisprung hinter Nazim Babayev aus Aserbaidschan und seinem Landsmann Mateus de Sá, während er im Weitsprung mit 7,54 m auf Rang elf gelangte. Daraufhin wurde er bei den Panamerikanischen Spielen in Lima mit 7,77 m Vierter im Weitsprung und gelangte im Dreisprung mit 16,23 m auf den achten Platz. Im Dreisprung qualifizierte er sich zudem für die Weltmeisterschaften, verpasste dort mit 16,26 m allerdings den Finaleinzug. Ende Oktober nahm er an den Militärweltspielen in Wuhan teil und klassierte sich dort im Dreisprung mit 16,46 m auf dem siebten Platz und wurde im Weitsprung mit 7,54 m Zehnter.
2020 siegte er bei den erstmals ausgetragenen Hallensüdamerikameisterschaften in Cochabamba mit 8,08 m im Weitsprung sowie mit 17,10 m auch im Dreisprung. Im Jahr darauf gewann er bei den Südamerikameisterschaften in Guayaquil mit einem Sprung auf 16,97 m Gold im Dreisprung und mit 7,93 m Bronze im Weitsprung hinter dem Kolumbianer Arnovis Dalmero und Emiliano Lasa aus Uruguay. Anschließend nahm er in beiden Bewerben an den Olympischen Spielen in Tokio teil, schied dort aber mit 6,95 m und 15,65 m jeweils in der Qualifikationsrunde aus. 2022 verteidigte er bei den Hallensüdamerikameisterschaften in Cochabamba mit 16,62 m seinen Titel im Dreisprung und erreichte anschließend bei den Hallenweltmeisterschaften in Belgrad mit 16,07 m Rang elf. Im Mai belegte er bei den Ibero-Amerikanischen Meisterschaften in La Nucia mit 7,40 m den neunten Platz im Weitsprung und erreichte im Dreisprung mit 15,71 m Rang acht. Daraufhin schied er bei den Weltmeisterschaften in Eugene ohne einen gültigen Versuch in der Qualifikationsrunde aus und im Oktober wurde er bei den Südamerikaspielen in Asunción mit 7,10 m Achter im Weitsprung und gelangte im Dreisprung mit 15,47 m auf Rang fünf.
In den Jahren 2017 und 2018 sowie 2020 und 2021 wurde Melo brasilianischer Meister im Dreisprung sowie 2018, 2020 und 2021 auch im Weitsprung.

## Persönliche Bestleistungen
- Weitsprung: 8,19 m (+1,9 m/s), 16. September 2018 in Bragança Paulista
  - Weitsprung (Halle): 8,08 m, 1. Februar 2020 in Cochabamba
- Dreisprung: 17,31 m (+0,4 m/s), 24. April 2019 in Cochabamba
  - Dreisprung (Halle): 17,10 m, 2. Februar 2020 in Cochabamba